# بيير دوبويه
بيير دوبويه (بالفرنسية: Pierre Dupuis)‏ هو رسام فرنسي، ولد في 3 مارس 1610 في Montfort-l'Amaury ‏ في فرنسا، وتوفي في 18 فبراير 1682 في باريس في فرنسا.